# أحمد عطا الله
أحمد عطا الله (من مواليد قرية أبو دياب، بمركز دشنا، قنا في 1980) هو كاتب وباحث وشاعر وروائي مصري. وهو صحفي يعمل في مجلة الإذاعة والتليفزيون، وتركز أعماله على التحقيقات الإنسانية، ورصد قصص المجتمع المصري بصورة واقعية، وهو ما كان واضحًا في مؤلفاته مثل «الناس دول- حكايات من لحم ودم»، والقصة الواقعية «مريم- مع خالص حبي واعتقادي».

## مسيرته والنقد
يقول عطا الله أنه قد جرب مشاعر الغربة، إذ نشأ في قرية صعيدية بجنوب مصر وصفها بالمنغلقة جداً، يحكمها الصراع القبلي ما بين «الهوارة» و«العرب» و«الفلاحين». وعاش لسنوات في شمال سيناء؛ حيث عمل بمجال المعمار، ثم استقر في القاهرة، ووجد عطا الله في تنقلاته تلك تماساً مع تغريبة بني هلال، وانعكس ذلك في روايته «غرّبْ مال». وتحدث عطا الله عن طفولته التي كانت هانئة حتى توفيَّ أبوه وهو في سن الحادية عشرة، واضطر إلى الارتحال وراء لقمة العيش وإتمام دراسته للحصول على عمل مستقر.
شارك أحمد عطا الله في إعداد العديد من البرامج التليفزيونية وأشهرها برنامج «الناس وأنا» مع حسين فهمي. ومنها أيضا «زمن» الذي تم تصويره في معظم مدن الوطن العربي.
قرأ عطا الله كتب مصطفى محمود عندما كان في المرحلة الثانوية، واهتم في مرحلة الجامعة بقراءة صحف: العربي الناصري والدستور القديم ومجلة وجهات نظر، وتحدث عن تأثره وإعجابه بأعمال أمين معلوف وتوفيق الحكيم، وإدواردو غاليانو.
صدر له رواية «غرب مال» عن دار عين للنشر سنة 2018، وتدور أحداث الرواية الحائزة على جائزة الدولة التشجيعية في زمنين مختلفين، تغريبة بني هلال من صحراء نجد إلى تونس، بالإضافة إلى تغريبة أهالي قرية «أبو دياب شرق» (وهي مسقط رأسه)، وجمعهما في خط سردي واحد. ورواية غرب مال هي أول رواية يكتبها عطا الله بعد إصداره لمجموعة قصص قصيرة، واستغرق العمل فيها مدة 4 سنوات، حيث قال أنه قام بالبحث في سيرة بني هلال في الصعيد، وبحث عن أولاد وأحفاد علي جرمون الراوي الأشهر للسيرة الهلالية في الصعيد، وأدرج في الرواية فصلا عن «ما لم يحكه جرمون في السيرة»، على حد تعبيره. وقد قال عطا الله عن سر اختياره «جرمون» من بين رواة السيرة الهلالية: «جرمون من الرواة الذين اعتدت سماعهم منذ صغرى، والسيرة الهلالية لها رواة كثيرون لكنهم حفظة، لكن ميزة جرمون أنه عمل على التغريبة فقط، منذ بداية رحلة بنى هلال إلى تونس، واختلق أبطالا في الرحلة لم يكونوا موجودين في السيرة الأصلية، وهذا ما أعجبنى». وقد ذكر عطا الله أنه استلهم عنوان الرواية من أغنية الكف الصعيدي «القمر غرّبْ مال» لمنشد ومطرب شعبي في الصعيد. ويرى الناقد علي عطا أنه يحسب لأحمد عطا الله نجاحه في «مزج ما هو غرائبي يجري هنا والآن، بما هو من صلب السيرة الهلالية بأجوائها الغرائبية».
صدر له كتاب «فلان الفلاني» عن دار الشروق للنشر سنة 2020، بمقدمة للروائي المصري عمر طاهر، الذي وصف الكتاب إنه «بورتريهات لا تقدم سيرة حياة لأحد، لكنه يرصد مسارا مختزلا ليعيد الكاتب تقديمهم تحت مظلة قصيدة شعرية، أو الحكاية بأسلوب مباشر وغير مباشر، كل بيت من القصيدة هو عنوان الفصل».
في مقال لنضال ممدوح، تنقل عن الشاعر أحمد المريخي تحليله لعوالم عطا الله الروائية، ويرى المريخي أنه يركز على «ناس الهامش»؛ و«الهامش لديه يرتبط بالبعد الثقافي بمفهومه الواسع، ففي هامشه تحضر تفاصيل الحالة «الشعائرية - الطقوسية»؛ حيث ترسم الأعراف والتقاليد سلوك الناس وتنظم حركة المجتمع، لذا يُعنى ككاتب بدراسة شخوصه وأبطال أعماله، يفتش في تاريخهم الاجتماعي ليترجم حراكهم في الزمن؛ أفراحهم وأحزانهم ومشاكلهم وتساؤلاتهم الوجودية». ويجادل المريخي أن ذلك الأمر يتضح أكثر في كتابه «الناس دول- حكايات من لحم ودم»، وفي القصة الوثائقية «مريم.. مع خالص حبي واعتقادي» التي يوثق فيها مأزق شاب مسيحي وفتاة مسلمة، شرعا في الزواج وبذلا كل ما في وسعهما لتحقيق ذلك، إلا أن الأعراف تقف حائلا دون توثيق ذلك الزواج. وترى نضال أن وازع عطا الله لتناول قضية ما هو وازع «ذاتي، ينبع من الفطرة، ويبدأ بروابط فردية خاصة وبسيطة».

## آراؤه
يرى عطا الله أن الجوائز تمنح الكاتب الثقة فيما يكتبه، وتوسع نطاق قراءة أعماله؛ «حيث توجد شريحة من القراء يكادون لا يهتمون إلا بقراءة الأعمال الفائزة في الجوائز» وفقا لرأيه. ويقول عطاالله أنه يؤمن بأن «الجوائز تدعم الكاتب ولا تصنعه، والدليل أن هناك كُتاباً كباراً لم يحصلوا على جوائز».

## الأعمال
- غرب مال: ما لم يحكه جرمون في السيرة الهلالية، دار عين للنشر والتوزيع، القاهرة، 2018.[9]
- فلان الفلاني: للحكاية ٦٠ وجها وأكثر، دار الشروق، مدينة نصر، 2020.[10]
- بتضحك لما أكون غايب: شعر، كتابي للطباعة والنشر والتوزيع، القاهرة، 2012.[11]
- الحته بتاعتي: مقالات، دار ليلى للنشر والتوزيع، القاهرة، 2009.[12]
- الناس دول: حكايات من لحم ودم، دار العين للنشر، القاهرة، 2011.[13]
- مريم: مع خالص حبي وإعتقادي، دار المصري للنشر والتوزيع، القاهرة، 2013.[14]
- «صعيدي في الجنة و3 في النار»، كنوز للنشر والتوزيع، 2006.[15]

## الجوائز
- فاز بجائزة الدولة التشجيعية سنة 2019، عن روايته «غرب مال».[6][8][16][17] ووفقا لرشا أحمد، فقد أثار فوزه بالجائزة «حالة من الرضا عند كثير من الكُتاب الذين اعتادوا عموماً انتقاد هذه الجوائز في كل فروعها سنوياً، لما يشوبها في الغالب من أوجه نقص وقصور ومجاملات، تفقدها كثيراً من المصداقية».[6]